# آدالیا
آدالیا (به اسپانیایی: Adalia, Valladolid) یک شهرستان در اسپانیا است.

## خصوصیات
آدالیا ۱۶٫۱۹ کیلومترمربع مساحت و ۵۸ نفر جمعیت دارد و ۷۸۴ متر بالاتر از سطح دریا واقع شده‌است.